# John Searle

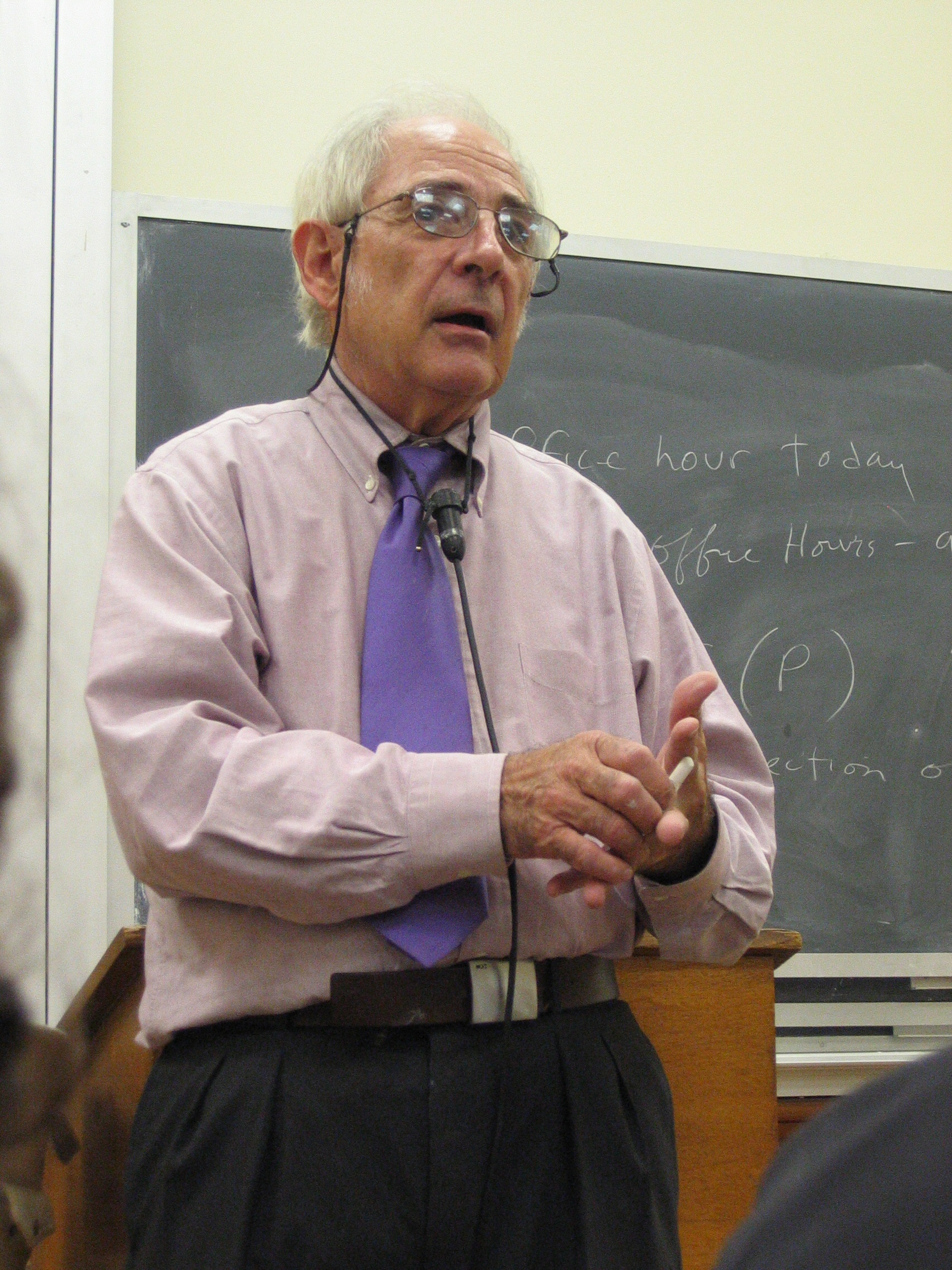
John Searle

John Rogers Searle (ur. 31 lipca 1932 w Denver) – amerykański filozof. Z badań nad filozofią języka przeszedł do badań na gruncie filozofii umysłu. Badania nad umysłem są jego zdaniem naturalnym krokiem w badaniach nad językiem, a sama filozofia języka ma być częścią filozofii umysłu.
W swojej koncepcji aktów mowy przedstawionej w Speech Acts: An Essay in the Philosophy of Language (1969) rozszerza teorię J.L. Austina, traktując całą komunikację jako wypadki wykonywania aktów mowy. W Intentionality: An Essay in the Philosophy of Mind (1983) i w The Rediscovery of the Mind (1992) Searle uwydatnia niemożność zredukowania świadomości i tego, co intencjonalne, do kategorii fizycznych.
W marcu 2017 r. oskarżony o molestowanie seksualne przez swoją studentkę. Po tym jak pozew został upubliczniony, ujawniono również wcześniejsze oskarżenia o molestowanie.

## Siła illokucyjna
Wczesne prace Searle’a rozwijają teorię J.L. Austina i P.F. Strawsona. W szczególności w Czynnościach mowy rozwinął austinowską analizę wypowiedzi wykonawczych (ang.performative utterance). Searle skoncentrował się na tym, co Austin nazwał w książce „Jak działać słowami” czynnościami illokucyjnymi. Poniższe przykładowe zdania analizowane w tych kategoriach mają tę samą treść propozycjonalną (Zbyszek pali), lecz różną siłę illokucyjną (czynność illokucyjną).
1. Zbyszek nałogowo pali. (czynność illokucyjna: stwierdzenie)
2. Czy Zbyszek pali nałogowo? (czynność illokucyjna: pytanie)
3. Zbyszku, pal nałogowo! (czynność illokucyjna: rozkaz)
4. Żeby Zbyszek palił nałogowo. (czynność illokucyjna: życzenie)

Searle zakłada, że czynności illokucyjne zdania mogą być opisane jako podporządkowywanie się regułom i warunkom, które można określić. Te zasady ustanawiają okoliczności i cele różnych aktów illokucyjnych. Wyróżnia cztery ogólne typy zasad.
Zwykle illokucja ma treść propozycjonalną. Na przykład prośba będzie miała jakiś przyszły akt jako swoją treść, natomiast stwierdzenie może mieć jakąkolwiek sąd logiczny jako treść. Pewne illokucje, jak powitania, nie mają żadnej treści propozycjonalnej.
Dla każdego typu illokucji istnieje pewien zestaw warunków koniecznych, zwanych przez Searle’a warunkami przygotowawczymi, które muszą zostać spełnione, aby illokucja odniosła skutek.
Według Searle’a każda illokucja może być opisana w odniesieniu do tego, czego ma dokonać. Tak więc twierdzenie jest równoznaczne z deklarowaniem, że twierdzenie jest zgodne ze stanem faktycznym. Pytanie jest równoznaczne z próbą uzyskania informacji. Dziękowanie jest wyrażeniem wdzięczności.
Czynności illokucyjnych nie należy mylić z czynnościami perlokucyjnymi

## Teoria umysłu
Searle rozwinął stanowisko na gruncie teorii umysłu, które stoi w opozycji zarówno w stosunku do stanowisk dualistycznych, jak i do materialistycznych, obu wynikających zdaniem Searle’a z błędnego kartezjańskiego słownika, który ten fałszywy podział wytworzył. Jego pogląd zwany jest naturalizmem biologicznym. Argumentuje zarówno przeciwko teorii sztucznej inteligencji, jak również przeciwko dualistycznemu pojmowaniu umysłu. Według stanowiska Searle’a świadomość i zdarzenia umysłowe są realnie istniejącymi biologicznymi własnościami mózgu. Jako realnie istniejące mogą działać przyczynowo. Często używaną przez niego analogią jest trawienie – tak jak trawienie jest realną, przyczynowo działającą, wyższego rzędu własnością systemu trawiennego, tak myślenie i inne zjawiska umysłowe są własnością wyższego rzędu systemu nerwowego.

## Chiński pokój
Chiński pokój, myślowy eksperyment przedstawiony w jego Minds, Brains, and Programs (1980), ma pokazać, że nawet efektywne symulacje komputerowe nie urzeczywistniają prawdziwego rozumu, odkąd wykonywanie różnorodnych zadań (np. obliczeniowych) nie musi opierać się na rozumieniu ich przez tego, kto je wykonuje.

## Publikacje
- Speech Acts: An essay in the Philosophy of language, 1969.
- The Campus War, 1971.
- Expression and Meaning, 1979.
- „Minds, Brains and Programs”, The Behavioral and Brain Sciences. 3, s. 417–424, 1980.
- Intentionality: An essay in the Philosophy of Mind, 1983.
- Minds, Brains and Science, Harvard University Press, Cambridge, Mass., 1984.
- „Collective intentions and actions”, 1990, in Intentions in Communication J. M.P. R. Cohen, & M. and E. Pollack. Cambridge, Mass.:. MIT Press: s. 401–416.
- The Construction of Social Reality, 1995.
- The Mystery of Consciousness, New York Review of Books, 1997, ISBN 1-86207-122-5.
- The Rediscovery of the Mind, 1992, ISBN 0-262-69154-X.
- Mind: A Brief Introduction, 2004.
- „Mind, Language and Society. Philosophy in the Real World”, 1998.